# Emerico Bebek (prior de Vrana)
Emerico Bebek (en húngaro: Bebek Imre; fallecido después del 28 de noviembre de 1405), fue un noble húngaro y miembro de los caballeros hospitalarios prior de Vrana hasta 1403.

## Biografía
Bebek era el hijo de Detre Bebek, nádor de Hungría.
Desde 1392 hasta el 28 de noviembre de 1405, fue el líder de la Orden de San Juan en Hungría. En julio de 1396, junto con otros jefes europeos de la orden, se unió con sus tropas en las afueras de Buda al ejército internacional convocado por el rey Segismundo de Luxemburgo para luchar contra los otomanos, pero sufrió una grave derrota en la batalla de Nicópolis. Tras la derrota, las naves de la Orden de San Juan transportaron a Segismundo y su séquito por el Danubio hasta el mar Negro y, desde allí, a Constantinopla.
En 1403, Bebek fue nombrado ban de Eslavonia y ban de Croacia. Ese mismo año, se volvió contra el rey Segismundo en una rebelión generalizada en el reino. Entre sus líderes estaban su padre, Detre Bebek. Los nobles descontentos invitaron a Ladislao de Nápoles, hijo de Carlos II de Hungría, a reclamar el trono húngaro. Con el apoyo de Emerico, varias regiones del sur del reino, junto con castillos y ciudades dálmatas, reconocieron a Ladislao como su monarca.
Al frente de las tropas del sur, Bebek derrotó al recién nombrado ban de Croacia, Pablo Bissen, y lo tomó prisionero. En 1403, Ladislao fue coronado en Zara (actual Zadar) por el arzobispo de Estrigonia con una corona improvisada. Sin embargo, el rey rival no se atrevió a adentrarse en el reino, sino que regresó a Nápoles tras nombrar un regente. Como resultado, la rebelión se desmoronó.
Ante la humillante oferta de paz y la represión de los vencedores, Bebek avivó nuevamente la insurgencia en el sur y se convirtió en su líder principal. Se alió con Guillermo de Austria, cuñado de Ladislao de Nápoles, quien atacó Hungría desde el oeste. En represalia, Segismundo despojó a Bebek de su cargo como prior de Vrana el 28 de noviembre de 1405.
Las circunstancias y la fecha de su muerte son desconocidas. Algunas fuentes sugieren que murió resistiendo en los castillos de la Orden en Dalmacia, mientras que otras afirman que falleció en el exilio. Esta última versión parece más probable, ya que Ladislao logró mantener el control de Vrana y las fortalezas dálmatas de la orden hasta que las vendió a la República de Venecia en 1409. Un documento de la corte de Segismundo, fechado en 1412, menciona a Bebek como fallecido.